# Cabañas de la Sagra
Cabañas de la Sagra es un municipio y localidad española de la provincia de Toledo, en la comunidad autónoma de Castilla-La Mancha. Cuenta con una población de 2137 habitantes (INE 2024).

## Toponimia
El término Cabañas de la Sagra se debe a las numerosas pequeñas casas que formaron la población y a la comarca en la que se encuentra.

## Geografía
El municipio se encuentra situado en la comarca de La Sagra y linda con las poblaciones de Villaluenga de la Sagra, Magán, Olías del Rey y Yunclillos, todas de Toledo. Este municipio toledano tiene una extensión de 16 km² y se encuentra a una altitud de 553 m sobre el nivel del mar.

## Historia
Los orígenes de la población se remontan a la época romana en la que era denominada Kappanas (Cabañas). Anteriormente se le denominó Castillejos. 
En el siglo XII, Alfonso VI la donó, junto a otros lugares al arzobispo Bernardo de Cluny. Años más tarde quedaría prácticamente destruida tras sufrir un duro ataque por parte de los almorávides.
En 1213 el arzobispo de Toledo, Rodrigo Jiménez de Rada, donó la aldea de Cabañas a la catedral.
En el siglo XVI, esta villa asentada en el camino real de Madrid a Toledo, disponía de hospital y albéitar.
En el siglo XVII Carlos II creó el vizcondado de Miralcázar, tomando ese nombre la población, a la que se le otorgó el título de villa.

## Demografía
Cuenta con una población de 2137 habitantes (INE 2024).
| Gráfica de evolución demográfica de Cabañas de la Sagra entre 1842 y 2021 |
| |
| Población de derecho según los censos de población del INE Población de hecho según los censos de población del INEEn estos censos se denominaba Cabañas de la Sagra o Miralcazar: 1842 |

| 1077          | 1212 | 1249 | 1288 | 1287 | 1345 | 1489 | 1629 | 1729 | 1949 |
| (Fuente: INE) |      |      |      |      |      |      |      |      |      |

## Administración
| Periodo   | Nombre                            | Partido |
| --------- | --------------------------------- | ------- |
| 1979-1983 | Antonio Díaz García               | PCE     |
| 1983-1987 | Antonio Díaz García               | PSOE    |
| 1987-1991 | José Ignacio Cedillo Díaz         | PSOE    |
| 1991-1995 | Javier Díaz Alba                  | PSOE    |
| 1995-1999 | Pedro Rodríguez Vallejo           | PSOE    |
| 1999-2003 | Pedro Rodríguez Vallejo           | PSOE    |
| 2003-2007 | Pedro Rodríguez Vallejo           | PSOE    |
| 2007-2011 | Víctor Manuel Rodríguez Rodríguez | PP      |
| 2011-2015 | Víctor Manuel Rodríguez Rodríguez | PP      |
| 2015-2019 | Tomás Díaz Yuste                  | PSOE    |
| 2019-2023 | Tomás Díaz Yuste                  | PSOE    |

## Patrimonio

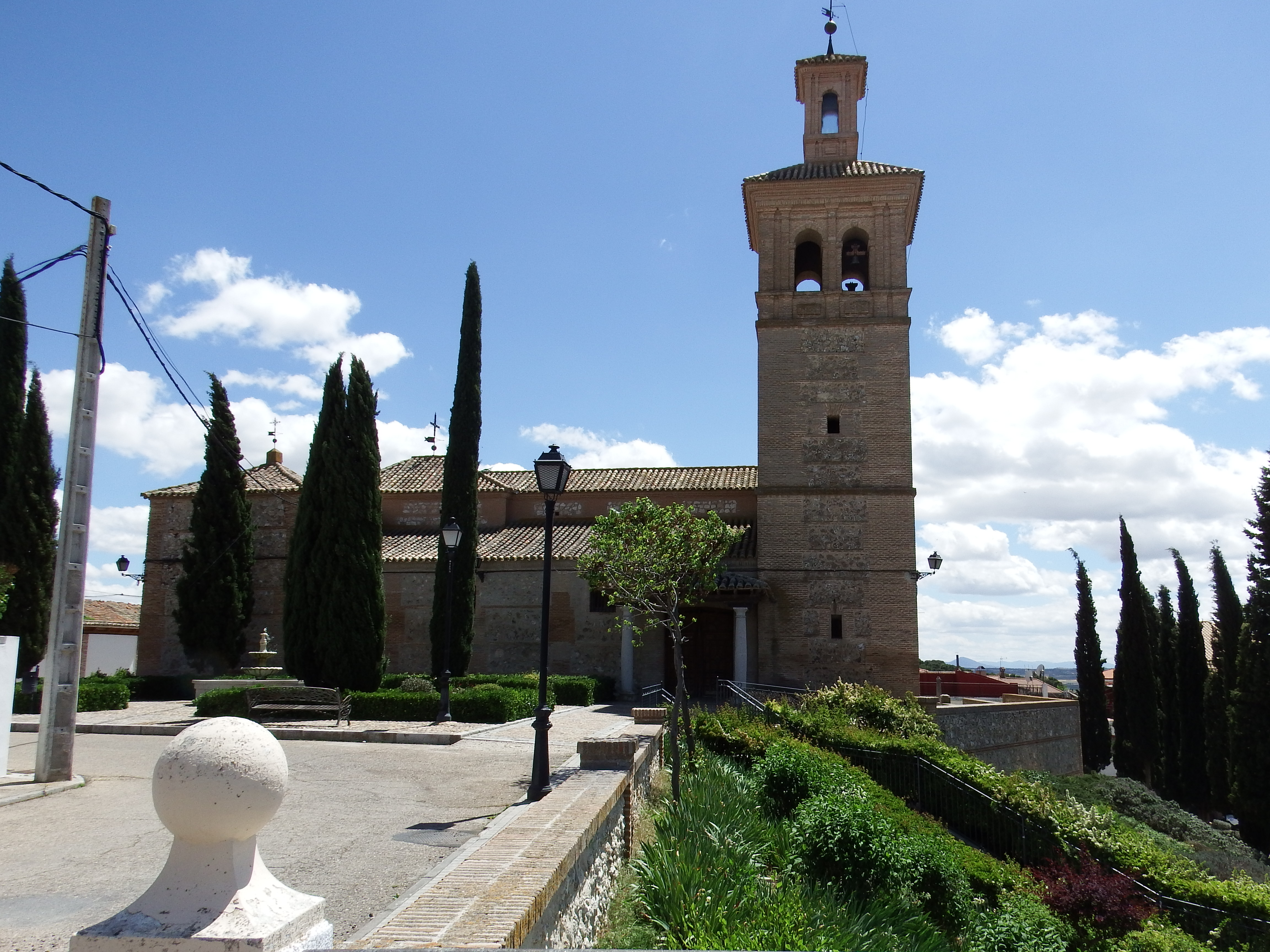
Iglesia parroquial de Nuestra Señora de la Asunción

- Iglesia parroquial de Nuestra Señora de la Asunción. Templo construido entre los siglos XV y XVI. Posiblemente en un principio fuera de una sola nave, añadiendo la nave norte antes de 1650 y la nave sur tras un proyecto de 1779. Sufriendo reformas durante los siglos XIX y XX. Templo de planta basilical de tres naves, ábside central poligonal y ábsides laterales de testero plano. Naves separadas por gruesos pilares y arcos de medio punto, Arco apuntado que da acceso al presbiterio. La fábrica general es de "aparejo toledano". Huecos recercados en la parte alta del muro con ladrillos dispuestos de manera radial en los dinteles. La torre, a los pies del templo junto a la portada norte, se divide en tres cuerpos mediante salientes impostas; el último de los cuales aloja el campanario, todo en ladrillo, donde se abren dos amplios vanos en cada frente, huecos de arco de medio punto (de clave e impostas marcadas más prominentes) alojados entre semipilastras adosadas. Una serie de molduras rematan hasta la cornisa, cubriéndose a cuatro aguas. Un extraño cuerpo rectangular, de reducidas dimensiones, añadido en la última reforma (1987), cubre el extremo superior del tejado. En el interior, cubriendo la nave central: techo artesonado de limas mohamares, de pino blanco, de forma prolongada y planta octógona. Decoran el harneruelo, las alfardas y los seis ochavados de los extremos, labores geométricas de lacería y en el centro del techo una colgante piña. El estribado y los cuadrantes son lisos. No así los tirantes, que, desprovistos de zapatas, se adornan con labor geométrica calada, ejemplar singular del que parece que sólo hay tres ejemplos más, fuera de la capital, en Escalonilla, Arcicóllar y S. Pedro de La Mata. El artesonado de la capilla central es de planta octógona también, pero está sin decorar. (Descripción del artesonado basada en la descripción que hace el conde de Cedillo).
- Ruinas romanas

## Fiestas
- 2 de febrero: Virgen de la Candelaria.
- 15 de mayo: fiestas locales-patronales en honor a San Isidro Labrador.
- 15 de agosto: fiestas en honor a la patrona de la parroquia de Nuestra Señora de la Asunción (Hermandad refundada en 1986)
- Primer domingo de octubre: fiestas patronales-locales en honor a Nuestra Señora del Rosario.